# Český lev 1993
Český lev 1993 je první ročník výročních cen České filmové a televizní akademie Český lev. Proběhl ještě bez nominací. Hlasováním poroty byla v každé kategorii vyhodnocena vždy první tři místa. Tvůrce či film na prvním místě pak získal Českého lva. Vítězové byli vyhlášeni 25. února 1994. Večerem provázeli Roman Holý a Miloš Kohout. Nejlepším filmem byl vyhlášen muzikálový snímek Šakalí léta, který také získal Lvů nejvíce.
Na České televizi toto předávání neběželo živě, nýbrž o den později 26. února 1994.

## Hlavní ceny

### Film
- Šakalí léta

### Režie
- Jan Hřebejk (Šakalí léta)

### Scénář
- Václav Šašek (Helimadoe)

### Kamera
- Jaroslav Brabec (Krvavý román)

### Hudba
- Ivan Hlas (Šakalí léta)

### Střih
- Jiří Brožek (Krvavý román)

### Výtvarný počin
- Jaroslav Brabec (Krvavý román)

### Mužský herecký výkon
- Josef Abrhám (Šakalí léta)

### Ženský herecký výkon
- Jiřina Bohdalová (Nesmrtelná teta)

## Vedlejší ceny

### Divácky nejúspěšnější film
- Jurský park (Jurassic Park)

### Dlouholetý umělecký přínos českému filmu
- František Vláčil

### Zahraniční film
- Blade Runner

### Cena čtenářů časopisuCinema
- Šakalí léta

### Plyšový lev
- Kanárská spojka

## Zajímavosti
- Jiřina Bohdalová se stala první herečkou oceněnou Českým lvem.
- Josef Abrhám se stál prvním hercem oceněným Český lvem.
- Jedná se o první a jediný ročník, kdy nebyly oznámený nominace, ale pouze vítězové.
- Jan Hřebejk se stal prvním režisérem oceněným Českým lvem.
- Jaroslav Brabec je prvním, kdo si odnesl dva České lvy, a to vůbec první oceněné za kameru a audiovizuální počin. Zároveň také prvním, komu se to podařilo ve stejný rok.
- Šakalí léta se stala prvním filmem oceněným Český lvem. Šlo také o první komedii a muzikál, která cenu vyhrála.
- Jedná se o první a jediný ročník, ve kterém se neudělovala cena za vedlejší výkony.
- Václav Šašek se stal prvním scenáristou oceněným Českým lvem a zároveň prvním oceněným za adaptovaný scénář.